# Strada Nicolae Bălcescu din Sibiu
Strada Nicolae Bălcescu (anterior strada Cisnădiei) este o stradă din municipiul Sibiu, între Piața Unirii și Piața Mare. Ea datează din primul sfert al secolului al XIV-lea (din perioada parcelării Orașului de Sus) și asigura legătura între Poarta Cisnădiei (demolată în 1836) și Piața Mare. 

## Denumire
Strada este menționată prima dată în anul 1492 sub numele Platea Heltensis, potrivit lucrării Chronik der Stadt Hermannstadt: 1100-1929 a lui Emil Sigerus.
Numele străzii a fost schimbat în cursul timpului: astfel, strada a fost redenumită Heltauergasse (Strada Cisnădiei) în 1875, apoi Franz Josefgasse în 1917, după moartea împăratului Franz Josef. După Unirea Transilvaniei cu România, această stradă a purtat numele Strada Regina Maria (1919-1947) și Strada I. V. Stalin (1947-1962), pentru ca în 1962 să fie redenumită Strada Nicolae Bălcescu.

## Istoric
Aici a avut loc în 1633 un incendiu puternic, ce s-a extins și pe strada Tribunei, aflată în vecinătate. Strada a fost pavată cu piatră de râu în anul 1762, iar după trei ani a fost instalată aici o fântână cu țevi. Ulterior, pavajul de piatră a fost înlocuit în 1875 cu un pavaj din granit.
Strada a fost transformată în pietonal în anul 1970, în acel an fiind scoase și liniile tramvaiului electric, inaugurat în anul 1905.

## Clădiri
Vechile clădiri nu mai există în prezent, în locul lor aflându-se clădiri ridicate în majoritate în secolul al XVIII-lea sau al XIX-lea, realizate în stil baroc provincial sau în stilul arhitecturii eclectice. Casele au curți interioare, închise pe toate laturile, în care se pătrunde prin porți masive și ganguri boltite; accesul la apartamente se face prin galerii exterioare pe console aflate în curțile interioare.
Dintre clădirile aflate de-a lungul acestei străzi, în Lista monumentelor istorice din județul Sibiu din anul 2004 sunt înscrise casele de la numerele 2, 7, 12, 14, 16, 17, 20, 21, 22, 28, 34, 38, 40 și 42. Dintre acestea, cele mai vechi clădiri sunt casa comitelui Valentin Frank von Franckenstein (aflată la nr. 2 și datată din sec. XV-XVI, cu modificări din sec. XVII, 1800-1825 și 1936), casa baronului Michael von Brukenthal (aflată la nr. 12 și datată din sec. XV, cu modificări din 1786-1790) și casa de la nr. 17 (agenția teatrală, ce datează din sec. XVI-XVII).
În clădirile de pe strada Nicolae Bălcescu se află majoritatea magazinelor din centrul Sibiului: de confecții, încălțăminte, marochinărie, bijuterii, florării, farmacii, Galeriile Comerciale Pacea (fostul cinematograf Pacea), sedii ale unor bănci importante, agenții de turism, precum și Hotelul Împăratul Romanilor (atestat în anul 1555, reconstruit în anul 1895).
Una din cele mai vechi clădiri de pe strada Nicolae Bălcescu este Hotelul Împăratul Romanilor, atestat documentar în 1555. Birtașul luxemburghez Philipp Collignon a arendat în 1772 hanul „La steaua albastră” și a avut un rol important în dezvoltarea și crearea renumelui său. Aici s-a cazat la 31 mai 1783 împăratul Iosif al II-lea, aflat într-o călătorie prin Transilvania, iar proprietarul hanului a decis în cinstea acestui eveniment schimbarea numelui stabilimentului în „Împăratul Romanilor”. Magistratul orașului a cumpărat în 1857 Casa Wayda, pentru suma de 25.000 de guldeni, urmărind extinderea hanului pentru a găzdui întâlniri politice, inclusiv întrunirile Dietei. Sala festivă a fost reamenajată în 1873, fiind montată o pardoseală din parchet, iar începând din 1876 vor fi organizate aici spectacolele teatrale. Clădirea veche a fost demolată în 1891 și s-a construit vizavi o clădire modernă, mai adecvată cerințelor vremii, care a fost inaugurată în 7 septembrie 1895.
În vechiul sediul al comenduirii militare a Transilvaniei aflat lângă Hotelul Împăratul Romanilor s-a instalat pe 9 decembrie 1918 sediul Consiliului Dirigent, înființat pe 1 decembrie și condus de Iuliu Maniu, ministru prezident și ministru de interne. În această clădire s-a aflat ulterior sediul Agenției CFR, iar astăzi funcționează aici un fast-food. În aceeași clădire a funcționat și „Gazeta oficială” (monitorul oficial al Transilvaniei).